# Gephyromantis klemmeri
Gephyromantis klemmeri is een kikker uit de familie gouden kikkers (Mantellidae). De soort werd voor het eerst wetenschappelijk beschreven door Jean Marius René Guibé in 1974. Later werd de wetenschappelijke naam Mantidactylus klemmeri gebruikt. De soort behoort tot het geslacht Gephyromantis.

## Leefgebied
De kikker is endemisch in Madagaskar. De soort komt vooral voor in de regio Sava in het noordoosten van het eiland en leeft op een hoogte van 600 tot 900 meter boven zeeniveau. De soort komt mogelijk ook voor in nationaal park Masoala.

## Beschrijving
Mannetjes hebben een lengte van 20 tot 21 millimeter en vrouwtjes hebben een lengte van 21 tot 26 millimeter. De rug is olijfgroen.

## Synoniemen
- Mantidactylus klemmeri (Guibé, 1974)